# Václav Král (ekonom)
Václav Král (* 25. března 1980 České Budějovice) je český politik a manažer, od října 2021 poslanec Poslanecké sněmovny PČR, v letech 2008 až 2012 zastupitel Jihočeského kraje (mezi lety 2011 a 2012 také radní kraje), člen ODS.

## Život
Absolvoval Obchodní akademii Husova v Českých Budějovicích a následně v letech 1999 až 2004 vystudoval Vysokou školu ekonomickou v Praze (získal titul Ing.). Jeho hlavní specializací byla podniková ekonomika a management na Fakultě podnikohospodářské, vedlejší specializace pak obchodní podnikání na Fakultě mezinárodních vztahů.
Pracovní kariéru začal v roce 2004 ve strojírenském podniku Motor Jikov v Soběslavi, kde postupně pracoval na několika manažerských pozicích v oblasti nákupu, prodeje i vývoje nových produktů zaměřených především na využívání zemního plynu v dopravě jako ekologické náhrady za paliva na bázi ropy. Při tom po otci převzal firmu podnikající v zemědělské, živočišné výrobě.
Od ledna 2017 působí jako předseda představenstva v akciové společnosti Teplárna České Budějovice a od ledna 2021 jako předseda správní rady v její dceřiné společnosti ZEVO Vráto. Je také členem výkonné rady Teplárenského sdružení ČR.
V letech 2008 až 2013 byl členem dozorčí rady státního podniku Povodí Vltavy. Působil také jako předseda dozorčí rady společnosti JIKORD (2012 až 2013), člen dozorčí rady akciové společnosti Jihočeské letiště České Budějovice (2012 až 2013), člen správní rady Jihočeské agentury pro podporu inovačního podnikání (2012) a jako člen představenstva Jihočeského vědeckotechnického parku (2012 až 2013).
Václav Král žije v obci Borek na Českobudějovicku. Je ženatý, s manželkou Alenou má tři syny – Václava, Jiřího a Jana.

## Politické působení
Od roku 2003 je členem ODS. Za tuto stranu byl v krajských volbách v roce 2008 zvolen zastupitelem Jihočeského kraje. V prosinci 2011 na funkci náměstka hejtmana rezignoval jeho stranický kolega Martin Kuba. Následovaly změny v krajské radě, v rámci nichž byl Král zvolen uvolněným radním kraje pro regionální rozvoj, investiční činnost, dopravní obslužnost a silniční hospodářství, územní plánování a stavební a územní řízení. Ve volbách v roce 2012 mandát krajského zastupitele obhajoval, ale neuspěl. Zvolen nebyl ani ve volbách v roce 2016. Působil v zemědělském i dopravním výboru kraje.
V komunálních volbách v roce 2014 kandidoval za ODS do Zastupitelstva obce Borek, ale neuspěl. Nepodařilo se mu to ani ve volbách v roce 2018. V komunálních volbách v roce 2022 neúspěšně kandidoval do zastupitelstva Borku z posledního 11. místa kandidátky subjektu „Občanská demokratická strana a TOP 09 – Společně pro Borek“.
Ve volbách do Poslanecké sněmovny PČR v roce 2013 kandidoval za ODS v Jihočeském kraji, ale neuspěl. Ve volbách do Poslanecké sněmovny PČR v roce 2021 kandidoval z pozice člena ODS na 3. místě kandidátky koalice SPOLU (tj. ODS, KDU-ČSL a TOP 09) v Jihočeském kraji a byl zvolen poslancem.
Ve volbách do Poslanecké sněmovny PČR v roce 2025 kandiduje z pozice člena ODS na 2. místě kandidátky koalice SPOLU (tj. ODS, KDU-ČSL a TOP 09) v Jihočeském kraji.